# Lake Hume
Lake Hume är en sjö i Australien. Den ligger i delstaten Victoria, omkring 260 kilometer nordost om delstatshuvudstaden Melbourne. Lake Hume ligger 180 meter över havet. Arean är 114 kvadratkilometer. Den sträcker sig 30,1 kilometer i nord-sydlig riktning, och 28,9 kilometer i öst-västlig riktning.
Följande samhällen ligger vid Lake Hume:
- Bellbridge (358 invånare)

Trakten runt Lake Hume består till största delen av jordbruksmark. Runt Lake Hume är det mycket glesbefolkat, med 6 invånare per kvadratkilometer. Genomsnittlig årsnederbörd är 1 367 millimeter. Den regnigaste månaden är juli, med i genomsnitt 168 mm nederbörd, och den torraste är januari, med 47 mm nederbörd.